# Sommer ’04
Sommer ’04 (Alternativtitel: Sommer ’04 an der Schlei) ist ein deutsches Filmdrama von Stefan Krohmer. Der Film lief zum ersten Mal am 20. Mai 2006 auf den Internationalen Filmfestspielen von Cannes in der «Quinzaine des Réalisateurs» und am 10. Februar 2007 auf der Berlinale im Rahmen der Sektion Perspektive Deutsches Kino.

## Handlung
Miriam macht mit ihrem Lebensgefährten André, ihrem 15-jährigen Sohn Nils und dessen 12-jähriger Freundin Livia (die deutlich älter wirkt) Urlaub bei Schleswig an der Schlei. Bald lernt Livia beim Segeln den 38-jährigen Amerikaner Bill kennen, der ein Haus in der Nähe besitzt. Da Miriam während der Ferien für Livia verantwortlich ist, beobachtet sie mit Sorge, dass möglicherweise mehr zwischen Bill und Livia laufen könnte als ein lockerer Urlaubsflirt. Ihr Mann versucht ihr das auszureden. Doch immer wenn Livia für längere Zeit verschwunden ist, wird Miriam unruhig und fährt zu Bill, um sie zu suchen. Miriam verliebt sich so selbst immer mehr in Bill und beginnt eine Affäre mit ihm. Nachdem sie wieder einmal miteinander geschlafen haben, erzählt er ihr, dass ihm jetzt klar geworden ist, dass er in Livia verliebt ist und die Affäre mit Miriam beenden will. Miriam erklärt ihm, dass eine solche Beziehung unmöglich, sogar strafbar ist. Bill entgegnet, dass es ihm schon reiche, mit Livia nur zu reden, worauf Miriam ankündigt, auch platonische Kontakte zu unterbinden. Und sie hat von nun ab das Gefühl, Livia sei ihre Konkurrentin.
Am nächsten Tag geht die ganze Familie, bestehend aus André, Miriam, Nils und Livia, auf einen Segeltörn. Nils und Livia wollen auf Bill warten. Aber Miriam besteht darauf, dass Livia mit ihr segelt, da sie mit ihr reden wolle. Auf der Fahrt wird Livia vom Baum des Segels getroffen und am Kopf verletzt. Miriam, die darauf fixiert ist, Livia über ihr Verhältnis zu Bill auszufragen, ignoriert die Klagen des Mädchens über Müdigkeit und Übelkeit und kehrt nicht um, um den Hafen zu erreichen. Bald darauf bricht Livia im Boot zusammen und stirbt. Während die Vorbereitungen für Livias Beerdigung getroffen werden, fühlt sich Miriam wieder zu Bill hingezogen. Sie verlässt André und begleitet Bill, als er wieder nach Amerika zurückkehrt.
Jahre später verabreden sich Livias Mutter Grietje und ihr neuer Lebensgefährte mit Miriam und Bill in Deutschland zum Essen in einem Hotel. Der neue Lebensgefährte macht den Eindruck, als sei er bereits Rentner und damit wesentlich älter als Grietje. Diese liest aus einem Brief Livias vor, den sie damals im Urlaub an eine Freundin geschrieben hatte. Livia schrieb, dass Miriam und André nicht zusammenpassen und dass sie Miriam und Bill zusammenbringen will, um sie glücklich zu machen. Grietje fragt Miriam und Bill unter Tränen, ob sie glücklich seien, was sie bejahen.

## Kritiken
Laut Lexikon des internationalen Films  sei der Film „hervorragend gespielt und eindrucksvoll fotografiert“ und verbinde als „anspielungs- und bedeutungsreiche[r] Film die Nonchalance und Beiläufigkeit des französischen Kinos mit einer tiefgründigen Reflexion über das Sexuelle als treibende Kraft im menschlichen und sozialen Leben“ sowie „das Schweigen und die Unaufrichtigkeit im Umgang der Generationen“.
Sommer ’04 sei ein subtil erzähltes und inszeniertes Familiendrama mit hervorragenden Darstellern. „Stefan Krohmer und Daniel Nocke porträtieren darin das liberale Spießertum, wie es die erwachsen gewordenen Sechzigerjahre-Kinder kultivieren“, so Martina Knoben in ihrer Rezension für epd Film.
Die Filmzeitschrift Schnitt ist der Ansicht, der Film spiele souverän mit mehreren filmischen Sprachen, indem er „Elemente des französischen Liebesfilms in der Tradition eines Éric Rohmer mit dem ‚sadistischen Realismus‘ à la Haneke verbindet und auch mit dem klassischen Psychothriller kokettiert“. Dabei gelinge es Regisseur Stefan Krohmer, „das Lebensgefühl einer Gesellschaft nachzuzeichnen, in der verdrängte Emotionen in den raffiniertesten und bisweilen abartigsten Formen wiederkehren“.